# Sportclub Preußen 06 Münster 1977-1978
Questa voce raccoglie le informazioni riguardanti lo Sportclub Preußen 06 Münster nelle competizioni ufficiali della stagione 1977-1978.

## Stagione
Nella stagione 1977-1978 il Preussen Munster, allenato da Werner Biskup, concluse il campionato di 2. Bundesliga al 3º posto. In Coppa di Germania il Preussen Munster fu eliminato al primo turno dal Bremerhaven.

## Rosa
| N. |                     | Ruolo | Calciatore          |
| -- | ------------------- | ----- | ------------------- |
|    | Germania (bandiera) | P     | Hans-Jakob Klingen  |
|    | Germania (bandiera) | P     | Dietmar Linders     |
|    | Germania (bandiera) | P     | Ralf Zumdick        |
|    | Germania (bandiera) | D     | Horst Angel         |
|    | Germania (bandiera) | D     | Rolf Grünther       |
|    | Germania (bandiera) | D     | Karl Heinz Krekeler |
|    | Germania (bandiera) | D     | Friedhelm Schütte   |
|    | Germania (bandiera) | C     | Peter Fraßmann      |
|    | Germania (bandiera) | C     | Hans-Jürgen Gede    |

| N. |                      | Ruolo | Calciatore           |
| -- | -------------------- | ----- | -------------------- |
|    | Danimarca (bandiera) | C     | Heino Hansen         |
|    | Germania (bandiera)  | C     | Edmund Kaczor        |
|    | Germania (bandiera)  | C     | Roland Mall          |
|    | Germania (bandiera)  | C     | Benno Möhlmann       |
|    | Germania (bandiera)  | C     | Hans-Jürgen Salewski |
|    | Germania (bandiera)  | A     | Werner Fuchs         |
|    | Serbia (bandiera)    | A     | Ranko Petković       |
|    | Germania (bandiera)  | A     | Klaus Wolf           |

## Organigramma societario
Area tecnica
- Allenatore: Werner Biskup
- Allenatore in seconda:
- Preparatore dei portieri:
- Preparatori atletici:

## Calciomercato

### Sessione estiva
| Acquisti | Acquisti             | Acquisti            | Acquisti |
| R.       | Nome                 | da                  | Modalità |
| -------- | -------------------- | ------------------- | -------- |
| C        | Peter Fraßmann       | Borussia Dortmund   |          |
| C        | Hans-Jürgen Gede     | Schalke 04          |          |
| P        | Hans-Jakob Klingen   | Borussia M'gladbach |          |
| C        | Hans-Jürgen Salewski | Schalke 04          |          |
| D        | Friedhelm Schütte    | Schalke 04          |          |

| Cessioni | Cessioni      | Cessioni        | Cessioni |
| R.       | Nome          | a               | Modalità |
| -------- | ------------- | --------------- | -------- |
| C        | Rolf Blau     | St. Pauli       |          |
| C        | Jürgen Fleer  | Herford         |          |
| A        | Volker Graul  | Fortuna Colonia |          |
| C        | Wolfgang Loos | Osnabrück       |          |
| P        | Gerhard Welz  | TeBe Berlino    |          |

### Sessione invernale
| Acquisti | Acquisti | Acquisti | Acquisti |
| R.       | Nome     | da       | Modalità |
| -------- | -------- | -------- | -------- |

| Cessioni | Cessioni | Cessioni | Cessioni |
| R.       | Nome     | a        | Modalità |
| -------- | -------- | -------- | -------- |

## Risultati

### 2. Bundesliga

#### Girone di andata
| Arbitro: | Heitmann |

|                                         |           |                                         |
| Hrubesch 41’, 68’ Sperlich 56’ Mill 85’ | Marcatori | 46’ Möhlmann 55’, 86’ Wolf 70’ Petković |

| Arbitro: | Broska |

|                                 |           |                       |
| Fuchs 10’ Grünther 36’ Wolf 75’ | Marcatori | 18’ Tänzer 57’ Keuken |

| Arbitro: | Gabriel |

|                        |           |                                    |
| Funkel 55’ (rig.), 82’ | Marcatori | 22’ Grünther 34’ Gede 74’ Möhlmann |

| Arbitro: | Leyding |

|                     |           |           |
| Petković 85’ (rig.) | Marcatori | 76’ Glock |

| Arbitro: | Kopka |

|  |           |                         |
|  | Marcatori | 45’ Kaczor 57’ Petković |

| Münster 2 settembre 1977 6ª giornata | Preußen Münster | 0 – 0 referto | TeBe Berlino | Preußenstadion (20 000 spett.)\| Arbitro: \| Jensen \| |
| Arbitro:                             | Jensen          |               |              |                                                        |

| Arbitro: | Meijerink |

|                          |           |                                                |
| Lenz 4’ Plücken 34’, 45’ | Marcatori | 50’ Gede 53’ Schütte 54’ Möhlmann 76’ Petković |

| Arbitro: | Ahlenfelder |

|                       |           |             |
| Gede 20’ Petković 59’ | Marcatori | 70’ Bittner |

| Arbitro: | Kindervater |

|                                       |           |            |
| Möhlmann 34’ Schütte 45’ Petković 76’ | Marcatori | 7’ Lüttges |

| Arbitro: | Horstmann |

|            |           |              |
| Florian 2’ | Marcatori | 20’ Möhlmann |

| Arbitro: | Schmidt |

|                              |           |                                    |
| Petković 13’ (rig.) Wolf 39’ | Marcatori | 40’ (rig.) Harsányi 82’ Gerresheim |

| Arbitro: | Niemann |

|                        |           |  |
| Schilling 74’ Rnic 86’ | Marcatori |  |

| Arbitro: | Assenmacher |

|                 |           |  |
| Wolf 59’ (rig.) | Marcatori |  |

| Arbitro: | Rieb |

|                        |           |                                |
| Lausen 30’ Pröpper 52’ | Marcatori | 5’ Hansen 31’ Fuchs 72’ Kaczor |

| Arbitro: | Burgers |

|                                    |           |            |
| Möhlmann 24’ Grünther 64’ Wolf 80’ | Marcatori | 70’ Otters |

| Arbitro: | Eggers |

|                       |           |                           |
| Amiq 45’ Schnaars 86’ | Marcatori | 5’ Möhlmann 52’, 62’ Wolf |

| Arbitro: | Ohmsen |

|  |           |                |
|  | Marcatori | 67’ Eickerling |

| Arbitro: | Hennig |

|            |           |           |
| Votava 84’ | Marcatori | 62’ Angel |

| Arbitro: | Pauly |

|                                |           |                             |
| Möhlmann 26’ Mall 43’ Wolf 60’ | Marcatori | 2’ (rig.) Mrosko 66’ Krüger |

#### Girone di ritorno
| Arbitro: | Redelfs |

|                       |           |  |
| Möhlmann 30’ Mall 86’ | Marcatori |  |

| Arbitro: | Wippker |

|              |           |           |
| Montelett 8’ | Marcatori | 64’ Angel |

| Arbitro: | Horstmann |

|          |           |                                        |
| Gede 75’ | Marcatori | 21’, 60’ Mattsson 62’ Götz 80’ Finnern |

| Aquisgrana 29 gennaio 1978 23ª giornata | Alemannia Aquisgrana | 0 – 0 referto | Preußen Münster | Stadio Tivoli (5 000 spett.)\| Arbitro: \| Wuttke \| |
| Arbitro:                                | Wuttke               |               |                 |                                                      |

| Arbitro: | Retzmann |

|                          |           |  |
| Gede 23’ Kaczor 68’, 77’ | Marcatori |  |

| Arbitro: | Eschweiler |

|                |           |                 |
| Berkemeier 22’ | Marcatori | 31’, 56’ Kaczor |

| Arbitro: | Schön |

|          |           |          |
| Gede 32’ | Marcatori | 15’ Lenz |

| Arbitro: | Hennig |

|              |           |                     |
| Siekmann 15’ | Marcatori | 39’ (rig.) Petković |

| Hannover 4 marzo 1978 28ª giornata | Hannover 96 | 0 – 0 referto | Preußen Münster | Niedersachsenstadion (7 300 spett.)\| Arbitro: \| Assenmacher \| |
| Arbitro:                           | Assenmacher |               |                 |                                                                  |

| Arbitro: | Kopka |

|                           |           |  |
| Wolf 7’, 82’ Petković 75’ | Marcatori |  |

| Herne (Germania) 18 marzo 1978 30ª giornata | Westfalia Herne | 0 – 0 referto | Preußen Münster | Stadion am Schloss Strünkede (5 000 spett.)\| Arbitro: \| Pauly \| |
| Arbitro:                                    | Pauly           |               |                 |                                                                    |

| Arbitro: | Waltert |

|  |           |             |
|  | Marcatori | 50’ Köstner |

| Arbitro: | Heitmann |

|                                           |           |  |
| Bruns 16’ (rig.) Hammes 42’ Babington 62’ | Marcatori |  |

| Arbitro: | Eschweiler |

|              |           |  |
| Petković 35’ | Marcatori |  |

| Arbitro: | Redelfs |

|                                            |           |                        |
| Goll 31’ Müller 37’ Mödrath 81’ Ludwig 90’ | Marcatori | 33’, 45’ Wolf 80’ Gede |

| Arbitro: | Kohnen |

|                                 |           |  |
| Grünther 18’ Mall 48’ Fuchs 83’ | Marcatori |  |

| Arbitro: | Ahlenfelder |

|             |           |  |
| Brücken 32’ | Marcatori |  |

| Arbitro: | Risse |

|                                       |           |             |
| Möhlmann 14’, 22’ Hansen 24’ Wolf 66’ | Marcatori | 33’ Jürgens |

| Arbitro: | Broska |

|            |           |              |
| Wallek 53’ | Marcatori | 26’ Petković |

### Coppa di Germania
| Arbitro: | Zuchantke |

|                                      |           |                           |
| Amiq 10’ Brexendorf 54’ Diekmann 85’ | Marcatori | 24’ Möhlmann 77’ Grünther |

## Statistiche

### Statistiche di squadra
| Competizione      | Punti | In casa | In casa | In casa | In casa | In casa | In casa | In trasferta | In trasferta | In trasferta | In trasferta | In trasferta | In trasferta | Totale | Totale | Totale | Totale | Totale | Totale | DR  |
| Competizione      | Punti | G       | V       | N       | P       | Gf      | Gs      | G            | V            | N            | P            | Gf           | Gs           | G      | V      | N      | P      | Gf     | Gs     | DR  |
| ----------------- | ----- | ------- | ------- | ------- | ------- | ------- | ------- | ------------ | ------------ | ------------ | ------------ | ------------ | ------------ | ------ | ------ | ------ | ------ | ------ | ------ | --- |
| 2. Bundesliga     | 49    | 19      | 12      | 4       | 3       | 36      | 18      | 19           | 6            | 9            | 4            | 29           | 29           | 38     | 18     | 13     | 7      | 65     | 47     | +18 |
| Coppa di Germania | -     | 0       | 0       | 0       | 0       | 0       | 0       | 1            | 0            | 0            | 1            | 2            | 3            | 1      | 0      | 0      | 1      | 2      | 3      | -1  |
| Totale            | 49    | 19      | 12      | 4       | 3       | 36      | 18      | 20           | 6            | 9            | 5            | 31           | 32           | 39     | 18     | 13     | 8      | 67     | 50     | +17 |

### Andamento in campionato
| Giornata  | 1 | 2 | 3 | 4 | 5 | 6 | 7 | 8 | 9 | 10 | 11 | 12 | 13 | 14 | 15 | 16 | 17 | 18 | 19 | 20 | 21 | 22 | 23 | 24 | 25 | 26 | 27 | 28 | 29 | 30 | 31 | 32 | 33 | 34 | 35 | 36 | 37 | 38 |
| --------- | - | - | - | - | - | - | - | - | - | -- | -- | -- | -- | -- | -- | -- | -- | -- | -- | -- | -- | -- | -- | -- | -- | -- | -- | -- | -- | -- | -- | -- | -- | -- | -- | -- | -- | -- |
| Luogo     | T | C | T | C | T | C | T | C | C | T  | C  | T  | C  | T  | C  | T  | C  | T  | C  | C  | T  | C  | T  | C  | T  | C  | T  | T  | C  | T  | C  | T  | C  | T  | C  | T  | C  | T  |
| Risultato | N | V | V | N | V | N | V | V | V | N  | N  | P  | V  | V  | V  | V  | P  | N  | V  | V  | N  | P  | N  | V  | V  | N  | N  | N  | V  | N  | P  | P  | V  | P  | V  | P  | V  | N  |
| Posizione | 7 | 3 | 3 | 3 | 1 | 3 | 2 | 1 | 1 | 1  | 1  | 2  | 1  | 1  | 1  | 1  | 1  | 1  | 1  | 1  | 1  | 1  | 1  | 1  | 1  | 1  | 1  | 1  | 1  | 1  | 1  | 1  | 1  | 3  | 1  | 4  | 4  | 3  |

Legenda:

Luogo: C = Casa; T = Trasferta. Risultato: V = Vittoria; N = Pareggio; P = Sconfitta.

### Statistiche dei giocatori
| Giocatore   | 2. Bundesliga | 2. Bundesliga | 2. Bundesliga | 2. Bundesliga | Coppa di Germania | Coppa di Germania | Coppa di Germania | Coppa di Germania | Totale   | Totale | Totale      | Totale     |
| Giocatore   | Presenze      | Reti          | Ammonizioni   | Espulsioni    | Presenze          | Reti              | Ammonizioni       | Espulsioni        | Presenze | Reti   | Ammonizioni | Espulsioni |
| ----------- | ------------- | ------------- | ------------- | ------------- | ----------------- | ----------------- | ----------------- | ----------------- | -------- | ------ | ----------- | ---------- |
| H. Angel    | 25            | 2             | 3             | 0             | 1                 | 0                 | 0                 | 0                 | 26       | 2      | 3           | 0          |
| R. Blau     | 0             | 0             | 0             | 0             | 1                 | 0                 | 0                 | 0                 | 1        | 0      | 0           | 0          |
| P. Fraßmann | 3             | 0             | 0             | 0             | 0                 | 0                 | 0                 | 0                 | 3        | 0      | 0           | 0          |
| W. Fuchs    | 31            | 3             | 3             | 0             | 1                 | 0                 | 0                 | 0                 | 32       | 3      | 3           | 0          |
| H. Gede     | 36            | 7             | 7             | 0             | 1                 | 0                 | 0                 | 0                 | 37       | 7      | 7           | 0          |
| R. Grünther | 38            | 4             | 3             | 0             | 1                 | 1                 | 0                 | 0                 | 39       | 5      | 3           | 0          |
| H. Hansen   | 37            | 2             | 2             | 0             | 1                 | 0                 | 0                 | 0                 | 38       | 2      | 2           | 0          |
| E. Kaczor   | 27            | 6             | 1             | 0             | 0                 | 0                 | 0                 | 0                 | 27       | 6      | 1           | 0          |
| H. Klingen  | 0             | 0             | 0             | 0             | 0                 | 0                 | 0                 | 0                 | 0        | 0      | 0           | 0          |
| K. Krekeler | 33            | 0             | 4             | 0             | 0                 | 0                 | 0                 | 0                 | 33       | 0      | 4           | 0          |
| D. Linders  | 38            | 0             | 0             | 0             | 1                 | 0                 | 0                 | 0                 | 39       | 0      | 0           | 0          |
| R. Mall     | 25            | 3             | 1             | 0             | 0                 | 0                 | 0                 | 0                 | 25       | 3      | 1           | 0          |
| B. Möhlmann | 38            | 11            | 1             | 0             | 1                 | 1                 | 0                 | 0                 | 39       | 12     | 1           | 0          |
| R. Petković | 32            | 11            | 4             | 1             | 1                 | 0                 | 0                 | 0                 | 33       | 11     | 4           | 1          |
| H. Salewski | 37            | 0             | 3             | 0             | 1                 | 0                 | 0                 | 0                 | 38       | 0      | 3           | 0          |
| F. Schütte  | 30            | 2             | 1             | 0             | 0                 | 0                 | 0                 | 0                 | 30       | 2      | 1           | 0          |
| K. Wolf     | 38            | 14            | 2             | 0             | 1                 | 0                 | 0                 | 0                 | 39       | 14     | 2           | 0          |
| R. Zumdick  | 0             | 0             | 0             | 0             | 0                 | 0                 | 0                 | 0                 | 0        | 0      | 0           | 0          |